# Bembidiomorphum
Bembidiomorphum is een geslacht van kevers uit de familie van de loopkevers (Carabidae). De wetenschappelijke naam van het geslacht is voor het eerst geldig gepubliceerd in 1918 door Champion.

## Soorten
Het geslacht Bembidiomorphum is monotypisch en omvat slechts de volgende soort:
- Bembidiomorphum convexum Champion, 1918